# Matteo Marsaglia
Matteo Marsaglia (* 5. Oktober 1985 in Rom) ist ein ehemaliger italienischer Skirennläufer. Er war besonders in den Disziplinen Kombination und der Super-G erfolgreich. Im Weltcup gewann er ein Rennen. Seine vier Jahre jüngere Schwester Francesca Marsaglia war ebenfalls Skirennläuferin.

## Biografie
Seine ersten FIS-Rennen bestritt Marsaglia im November 2000 als 15-Jähriger, im Europacup startete er erstmals im Februar 2003. Es dauerte bis zum 21. Dezember 2007, bis er in der Super-Kombination von Zauchensee erstmals unter die besten zehn fuhr; einen Monat später erreichte er in der Super-Kombination von Sarntal/Reinswald den ersten Europacup-Podestplatz. Seinen ersten Europacupsieg feierte er am 25. Februar 2009 in der Super-Kombination von Tarvisio. Sein Debüt im Weltcup hatte Marsaglia am 3. Februar 2008 in der Super-Kombination von Val-d’Isère, wo er Platz 16 erreichte und somit auf Anhieb Weltcuppunkte gewann. Dies war auch über zwei Jahre lang sein einziges Ergebnis in den Top 30, bis er am 17. Dezember 2010 als 25. des Super-Gs in Gröden zum zweiten Mal punkten konnte.
In der Saison 2009/10 konnte Marsaglia verletzungsbedingt nur an einem Europacuprennen teilnehmen. Ab Mitte Januar 2011 punktete er beständig im Weltcup und seine Resultate verbesserten sich deutlich. Mit Rang neun in der Kombination von Kitzbühel und Platz sieben in der Abfahrt von Kvitfjell erreichte er seine ersten Top-10-Ergebnisse. Bei den Weltmeisterschaften 2011 in Garmisch-Partenkirchen fuhr er im Super-G auf Platz 15. In der Saison 2011/12 fuhr er mit zwei vierten Plätzen in der Super-Kombination von Krasnaja Poljana und im Super-G von Schladming erstmals unter die Top 5. Am 1. Dezember 2012 feierte er im Super-G von Beaver Creek den einzigen Weltcupsieg seiner Karriere. Zwei Wochen später kam ein zweiter Platz im Super-G von Gröden hinzu. Schließlich belegte Marsaglia in der Disziplinenwertung den zweiten Platz. Dies schaffte er trotz eines Leistenbruchs, den er sich im Verlaufe des Winters zugezogen hatte und erst nach dem Ende der Saison 2012/13 operieren ließ.
Wegen verschiedener kleiner Blessuren schaffte es Marsaglia nicht, sich für die Olympischen Winterspiele 2014 zu qualifizieren. Das beste Ergebnis der Weltcupsaison 2013/14 erzielte er Anfang März mit Platz 9 im Super-G von Kvitfjell. Im Weltcup 2014/15 gelangen ihm drei Top-10-Platzierungen, allerdings wurde er von Rückenbeschwerden geplagt. Nachdem er am 30. Januar 2016 in der Abfahrt von Garmisch-Partenkirchen Sechster geworden war, stürzte er acht Tage später im Super-G von Jeongseon und zog sich Adduktorenverletzungen sowie schwere Prellungen zu, womit er die Saison vorzeitig abbrechen musste. Athletensprecher Hannes Reichelt kritisierte daraufhin heftig das medizinische Notfallkonzept der FIS, das völlig unzureichend gewesen sei. Beim Training in Chile stürzte Marsaglia Ende September 2016 schwer und zog sich einen Kreuzbandriss im linken Knie zu, wodurch er die gesamte Saison 2016/17 verpasste. Im Winter 2017/18 fuhr er zweimal in die Weltcup-Punkteränge, sein bestes Ergebnis war dabei Platz 21 in der Abfahrt von Garmisch-Partenkirchen. Trotz der bescheidenen Ergebnissen durfte er an den Olympischen Winterspielen 2018 in Pyeongchang teilnehmen. Dort belegte er Platz 20 im Super-G.
Sechsmal fuhr Marsaglia in der Weltcupsaison 2018/19 in die Punkteränge, wobei Platz 10 in der Abfahrt von Kitzbühel sein bestes Ergebnis war. Regelmäßig punktete er auch in der Saison 2019/20, verpasste aber die Top 10. Dasselbe geschah auch während der Saison 2020/21. Im üblichen Rahmen bewegten sich die Ergebnisse auch in der Saison 2021/22. Eine Ausnahme bildete dabei Platz 4 in der Abfahrt von Beaver Creek; dieses Ergebnis war immerhin das drittbeste seiner Karriere. Marsaglia nahm an den Olympischen Winterspielen 2022 in Peking teil, wo er in der Abfahrt auf den 15. und im Super-G auf den 18. Platz fuhr. Bestes Ergebnis in der Saison 2022/23 war ein zehnter Platz im Super-G von Cortina d’Ampezzo. Während der Weltmeisterschaften 2023 in Courchevel gab er seinen bevorstehenden Rücktritt bekannt. Sein letztes Rennen absolvierte er am 5. März 2023 in Aspen, wo er im Super-G den 20. Platz belegte.

## Erfolge

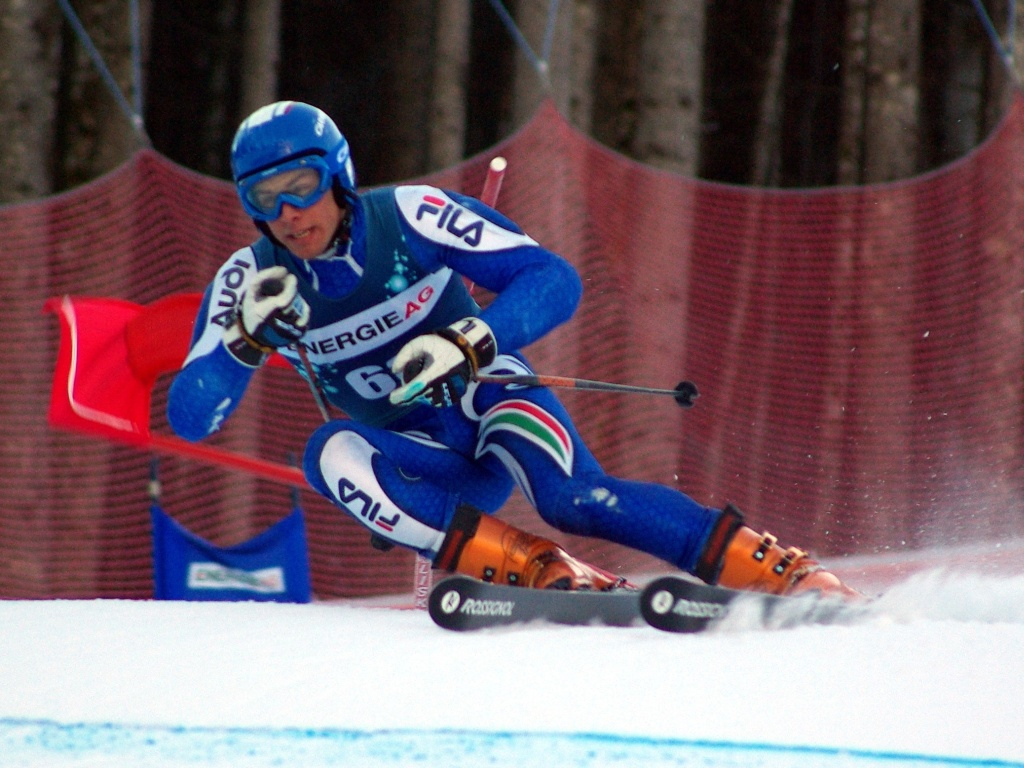
Marsaglia im Europacup-Riesenslalom von Hinterstoder im Januar 2008

### Olympische Spiele
- Pyeongchang 2018: 20. Super-G
- Peking 2022: 15. Abfahrt, 18. Super-G

### Weltmeisterschaften
- Garmisch-Partenkirchen 2011: 15. Super-G
- Schladming 2013: 11. Super-G, 28. Super-Kombination
- Vail/Beaver Creek 2015: 14. Super-G, 28. Abfahrt, 32. Kombination
- Åre 2019: 13. Abfahrt, 43. Super-G
- Cortina d’Ampezzo 2021: 19. Super-G, 24. Abfahrt
- Courchevel 2023: 15. Abfahrt

### Weltcup
- 2 Podestplätze, davon ein Sieg:

| Datum            | Ort          | Land | Disziplin |
| ---------------- | ------------ | ---- | --------- |
| 1. Dezember 2012 | Beaver Creek | USA  | Super-G   |

### Weltcupwertungen
| 2007/08 | 126.                                | 15                                  | –                                   | –                                   | –                                   | –                                   | –                                   | –                                   | 42.                                 | 15                                  |                                     |                                     |
| 2010/11 | 63.                                 | 123                                 | 35.                                 | 45                                  | 40.                                 | 15                                  | –                                   | –                                   | 16.                                 | 63                                  |                                     |                                     |
| 2011/12 | 46.                                 | 205                                 | 45.                                 | 10                                  | 16.                                 | 119                                 | –                                   | –                                   | 14.                                 | 76                                  |                                     |                                     |
| 2012/13 | 27.                                 | 256                                 | 51.                                 | 7                                   | 2.                                  | 249                                 | –                                   | –                                   | –                                   | –                                   |                                     |                                     |
| 2013/14 | 83.                                 | 54                                  | 51.                                 | 2                                   | 30.                                 | 40                                  | 40.                                 | 12                                  | –                                   | –                                   |                                     |                                     |
| 2014/15 | 53.                                 | 137                                 | 49.                                 | 19                                  | 17.                                 | 108                                 | –                                   | –                                   | 29.                                 | 10                                  |                                     |                                     |
| 2015/16 | 83.                                 | 83                                  | 30.                                 | 55                                  | 36.                                 | 28                                  | –                                   | –                                   | –                                   | –                                   |                                     |                                     |
| 2016/17 | verletzungsbedingt keine Ergebnisse | verletzungsbedingt keine Ergebnisse | verletzungsbedingt keine Ergebnisse | verletzungsbedingt keine Ergebnisse | verletzungsbedingt keine Ergebnisse | verletzungsbedingt keine Ergebnisse | verletzungsbedingt keine Ergebnisse | verletzungsbedingt keine Ergebnisse | verletzungsbedingt keine Ergebnisse | verletzungsbedingt keine Ergebnisse | verletzungsbedingt keine Ergebnisse | verletzungsbedingt keine Ergebnisse |
| 2017/18 | 126.                                | 17                                  | 43.                                 | 17                                  | –                                   | –                                   | –                                   | –                                   | –                                   | –                                   |                                     |                                     |
| 2018/19 | 75.                                 | 79                                  | 27.                                 | 43                                  | 30.                                 | 36                                  | –                                   | –                                   | –                                   | –                                   |                                     |                                     |
| 2019/20 | 90.                                 | 67                                  | 34.                                 | 52                                  | 41.                                 | 15                                  | –                                   | –                                   | –                                   | –                                   |                                     |                                     |
| 2020/21 | 74.                                 | 87                                  | 27.                                 | 54                                  | 36.                                 | 33                                  | –                                   | –                                   | –                                   | –                                   |                                     |                                     |
| 2021/22 | 51.                                 | 173                                 | 17.                                 | 148                                 | 37.                                 | 25                                  | –                                   | –                                   | –                                   | –                                   |                                     |                                     |
| 2022/23 | 65.                                 | 108                                 | 37.                                 | 55                                  | 28.                                 | 53                                  | –                                   | –                                   | –                                   | –                                   |                                     |                                     |

### Europacup
- Saison 2008/09: 3. Super-Kombinations-Wertung
- Saison 2010/11: 4. Super-G-Wertung
- 3 Podestplätze, davon 2 Siege:

| Datum            | Ort    | Land    | Disziplin         |
| ---------------- | ------ | ------- | ----------------- |
| 25. Februar 2009 | Tarvis | Italien | Super-Kombination |
| 8. Januar 2011   | Wengen | Schweiz | Super-G           |

### Weitere Erfolge
- 8 italienische Meistertitel (Abfahrt 2011, 2015 und 2019, Super-G 2012, 2014, 2018 und 2019, Kombination 2014)
- Italienischer Juniorenmeister im Super-G 2003
- 12 Siege in FIS-Rennen